# Guillermo Evans
Guillermo Evans (Villa María, 27 de abril de 1923 - Resistencia, 8 de noviembre de 1981) fue un atleta, baloncestista y futbolista argentino.
Inició su actividad como deportista en el año 1940, como jugador de básquet, representando a la ciudad en distintas localidades de la provincia de Córdoba. Fue también futbolista de 1.ª División en el Club Sarmiento de Villa María.
En el año 1944 inició sus actividades en atletismo participando en varios torneos y representando a la provincia de Córdoba en campeonatos nacionales.
En su ámbito laboral, la Fábrica Militar de Pólvoras y Explosivos, fue felicitado por su desempeño como atleta.
En el año 1947 la Federación Atlética Argentina lo designó integrante del equipo nacional que concurrió al XV Campeonato Sudamericano realizado en Río de Janeiro (Brasil) integrando la posta 4 × 400 y batiendo el récord sudamericano.
En 1948 el Comité Olímpico Argentino lo designó como integrante del equipo que representaría al país en atletismo en los Juegos Olímpicos de Londres 1948. Al regreso de las Olimpíadas, participó en una competición en Génova (Italia). Evans se clasificó en 2.º lugar en 800 m, con una marca de 1’ 54,1”.
En 1950 se desempeñó como profesor de Educación Física en la Escuela del Trabajo de Villa María y cuatro años más tarde, el gobernador de la provincia de Córdoba lo nombró jefe del departamento.
En 1951 fue designado por la Federación Atlética Argentina integrante del plantel básico para participar en los Primeros Juegos Deportivos Panamericanos que se realizarían en Buenos Aires en el mismo año. Recibió desde entonces numerosas menciones especiales por sus logros como director técnico de equipos de atletismo en categoría menores y mayores. Paralelamente participó de diversas capacitaciones dictadas por importantes personalidades de la actividad deportiva.
En 1968 fue designado vocal de la Comisión Municipal de Cultura Física y Deporte, continuando en su cargo hasta 1981 (año de su fallecimiento).
En 1972 formó la Asociación Villamariense de Atletismo, la cual presidió hasta 1981.
Fue el principal gestor para la realización de la pista de atletismo reglamentaria, la cual en su momento fue considerada una de las mejores pistas del país.
Además tuvo actuación como dirigente en la Federación Atlética Cordobesa, primero como vocal y luego es designado como vicepresidente en el año 1975.
En el año de su fallecimiento, 1981, se desempeñó como delegado ante la Confederación Atlética Argentina por Córdoba.
Falleció el 1 de noviembre de 1981, a los 58 años, en Resistencia (Chaco).